# Alfredo Álvarez Paredes
Alfredo Álvarez Paredes, conegut com a Fredi (Moaña, 27 de febrer de 1976) és un exfutbolista i actualment entrenador gallec.

## Trajectòria
Com a futbolista va iniciar la seva carrera a la seva localitat natal, al Moaña. Posteriorment va jugar en dos equips més gallecs: el Pontevedra CF i l'Alondras CF.
L'any 2005 comença a treballar a l'Alondras CF com assistent i el 2009 debuta com a entrenador. La temporada 2012-13 fitxa per la SD Compostela, substituint Anxo Casalderrey a l'octubre de 2012. Va aconseguir l'ascens a Segona B aquella temporada i la permanència a la categoria a la següent. No obstant, la directiva del club no el va renovar l'estiu de 2014. Aquell mateix estiu fitxa pel Celta de Vigo B, on estaria una temporada. L'any següent va entrenar novament la SD Compostela i actualment és l'entrenador del CD Boiro en el seu debut a Segona B.